# Anna Schäffer

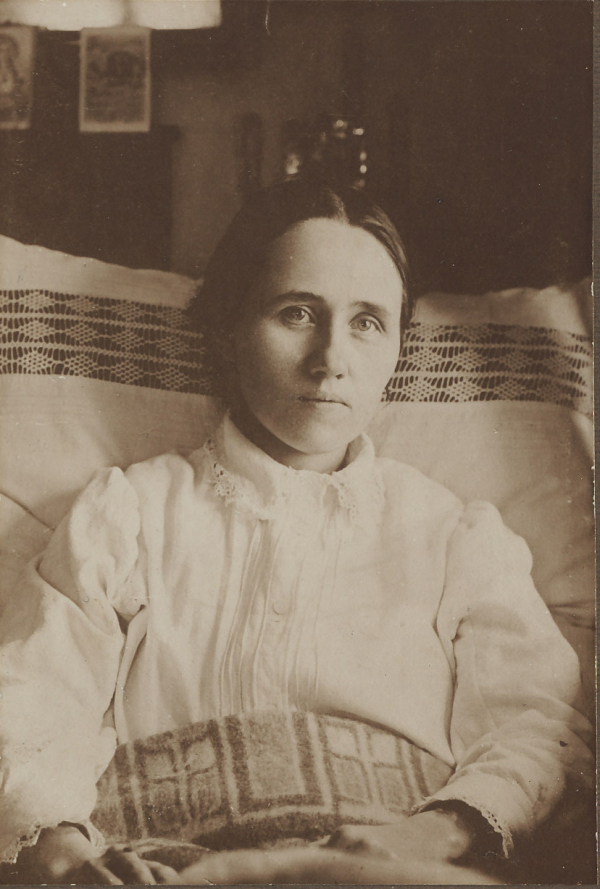
Anna Schäffer (um 1920)

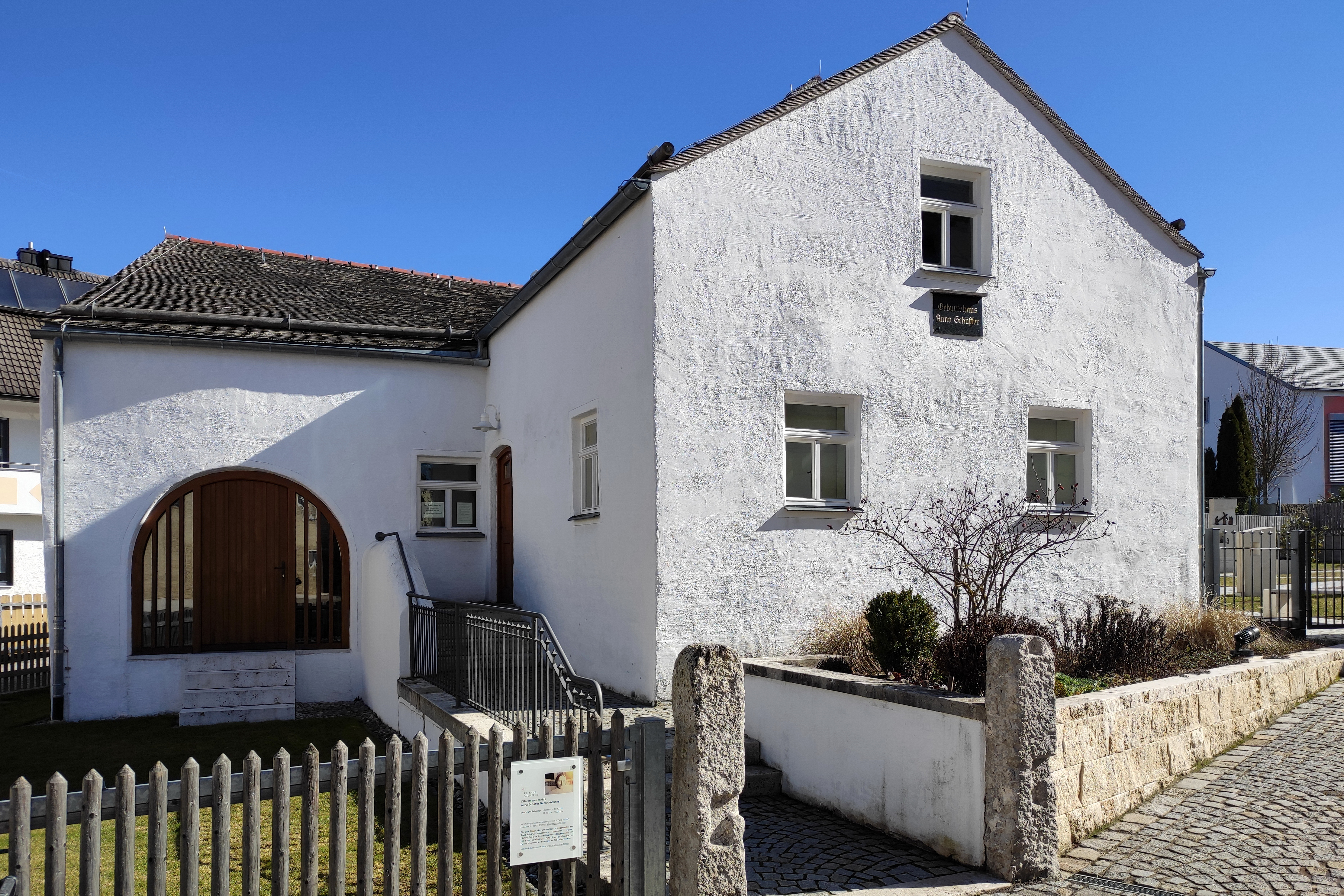
Geburtshaus von Anna Schäffer in Mindelstetten

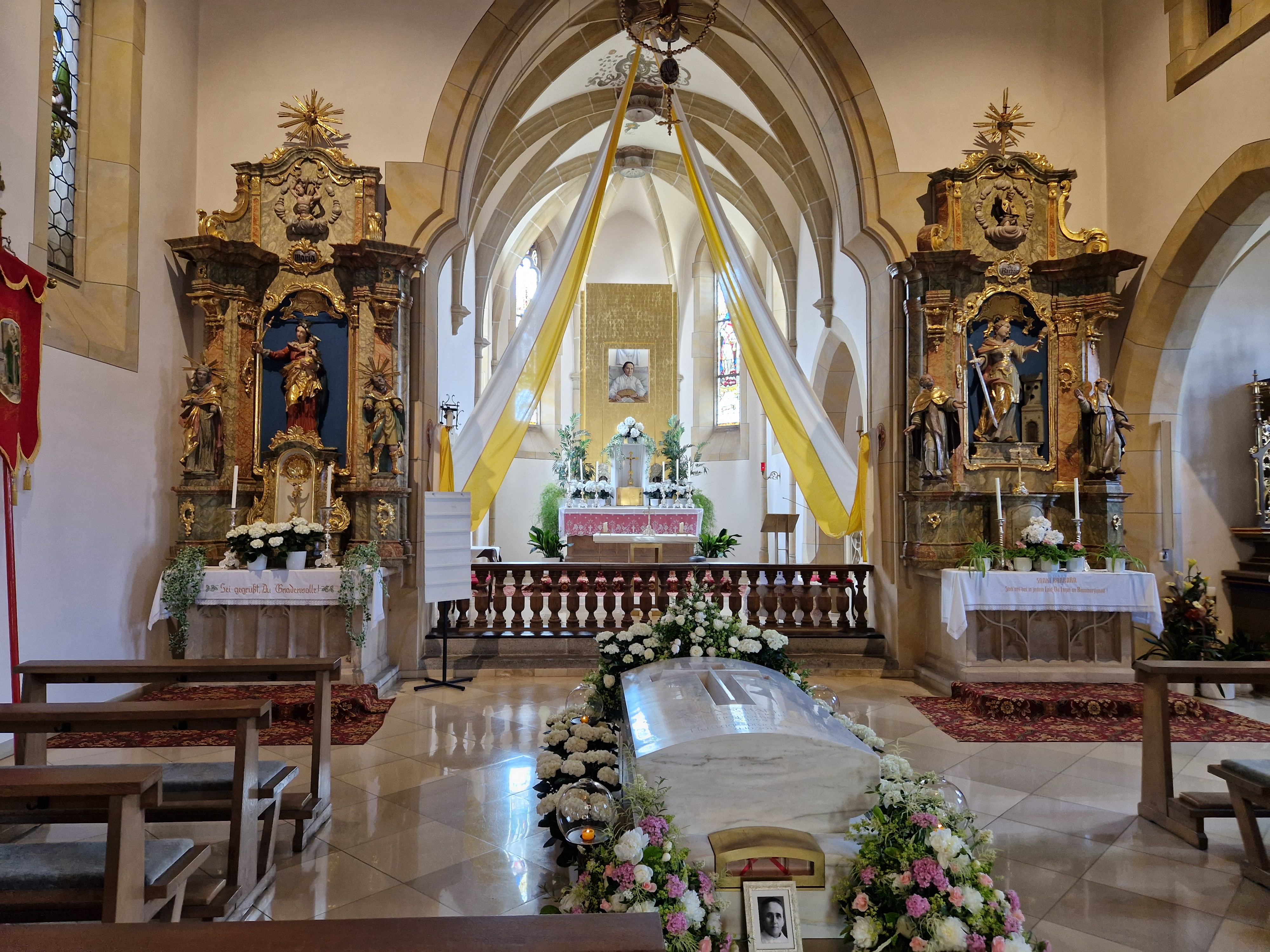
Anna-Schäffer-Kirche mit dem Grab der Heiligen (Mai 2024)

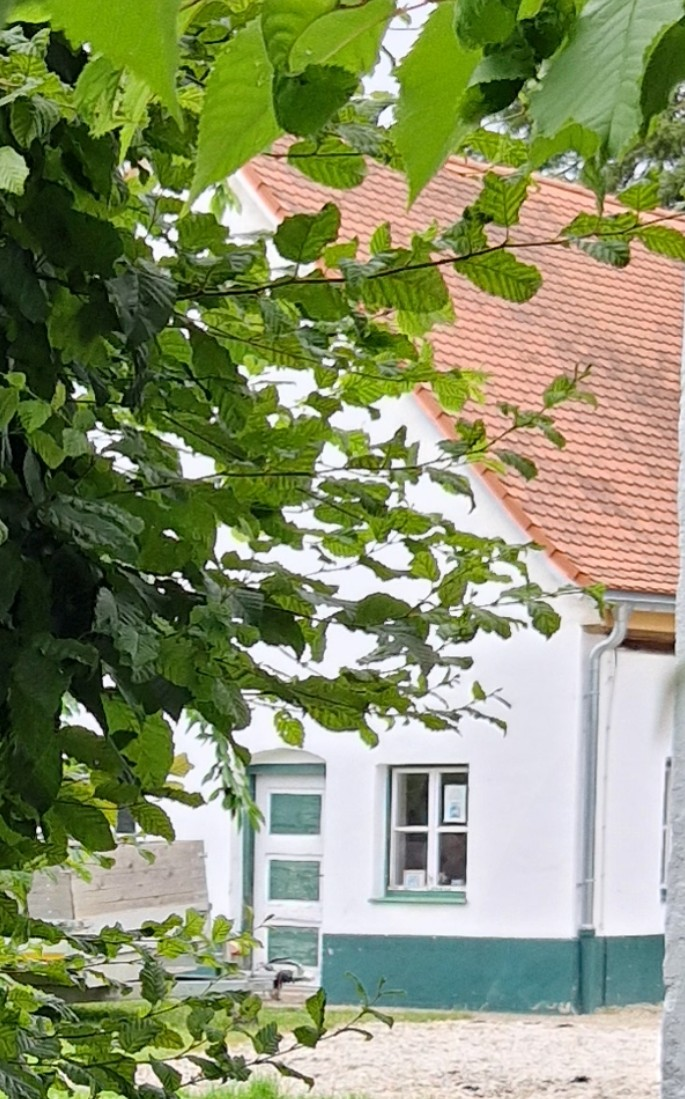
Waschhaus des Forsthauses Stammham. (Ort des Unfalls) Aufnahme 2024

Anna Schäffer (im Volksmund Schreiner-Nandl genannt; * 18. Februar 1882 in Mindelstetten, Oberbayern; † 5. Oktober 1925 ebenda) war eine deutsche Mystikerin. Sie wird in der katholischen Kirche als Heilige verehrt. Ihr Gedenktag in der Liturgie ist der 5. Oktober.

## Leben
Anna Schäffer wurde am 18. Februar 1882 in Mindelstetten als drittes von acht Kindern der Eheleute Michael und Therese Schäffer geboren. Der Vater war Schreiner und wurde 1855 in Painten geboren. Dort heiratete er 1879 Therese Forster in der Pfarrkirche St. Georg, Painten. Das Ehepaar zog nach der Hochzeit von Painten nach Mindelstetten und erwarb ein kleines Anwesen. Da Anna Schäffer Missionsschwester werden wollte, bemühte sie sich, die Mitgift für den Eintritt in eine Ordensgemeinschaft zu verdienen und nahm deshalb mit dreizehn Jahren eine Stelle als Magd bei der Homöopathin Antonie Eickermann in Regensburg an. Nach dem Tod des Vaters 1896 arbeitete sie zunächst als Magd in Landshut.
Im Juni 1898 soll Anna Schäffer in einer Vision offenbart worden sein, sie müsse bald stark und lange leiden. Sie reagierte mit Flucht und nahm deshalb eine Stelle als Magd beim Schlossverwalter Schuster in Sandersdorf an. Nach kurzer Zeit wechselte sie ihre Dienststelle und trat in den Dienst des Forstmeisterehepaars Geheimrat von Kirschbaum im Forsthaus Stammham. Am 4. Februar 1901 wollte sie dort, während sie mit einer anderen Magd Wäsche wusch, ein Ofenrohr, das sich aus der Wand gelöst hatte, wieder befestigen, und stieg deswegen auf einen Mauervorsprung. Dabei rutschte sie aus, fiel mit beiden Beinen in den kochenden Waschkessel und zog sich schwere Verbrühungen zu. Die Ärzte des Krankenhauses in Kösching konnten ihre Brandwunden nicht heilen und rechneten schon mit ihrem baldigen Tod. Anna Schäffer überlebte. Weitere Heilungsversuche wurden in Erlangen unternommen. Anna Schäffer wurde im Mai 1902 zur Frühinvalidin und lebte zusammen mit ihrer Mutter, in einem angemieteten Zimmer in Mindelstetten, in Armut. Ihre Brandwunden an beiden Unterschenkeln heilten nicht mehr zu. Hausärztlich wurde Anna von dem Mediziner Karl Wäldin versorgt.
In den folgenden Jahrzehnten litt Anna Schäffer unter starken körperlichen Schmerzen. In dieser Zeit wurde sie von zahlreichen Menschen aufgesucht, die bei ihr Trost und Beistand suchten. Weil sie bettlägerig war, brachte ihr der Ortspfarrer Carl Rieger täglich die Kommunion. Der katholische Theologe und ehemalige Leiter des Referats für Selig- und Heiligsprechungen der Diözese Regensburg, Emmeram H. Ritter, der am Heiligsprechungsprozess von Schäffer maßgeblich beteiligt war, schreibt, dass Anna Schäffer seit Herbst 1910 Visionen hatte, zuerst den hl. Franziskus sah und dann den Heiland. Er behauptete: „Seit dem 4. Oktober 1910 trug sie, nur wenigen Menschen zu ihren Lebzeiten bekannt, die Wundmale Christi.“ Seit 1923 waren ihre beiden Beine gelähmt und sie erkrankte an Mastdarmkrebs. Viele Menschen baten Anna Schäffer in Briefen oder bei Besuchen um Trost. Am 5. Oktober 1925 starb Anna Schäffer im Ruf der Heiligkeit. Ihre letzten Worte lauteten: „Jesus, Dir leb ich!“ Sie wurde am 8. Oktober 1925 in Mindelstetten beerdigt. Zeitzeugen berichten über die Todesnachricht: „Es hat allgemein geheißen, die Heilige ist gestorben!“

## Verehrung
Am 26. Juli 1972, wurden mit Genehmigung des Regensburger Bischofs Rudolf Graber die sterblichen Überreste vom Friedhof in die Pfarrkirche überführt. Papst Johannes Paul II. sprach Anna Schäffer am 7. März 1999 selig. Papst Benedikt XVI. sprach sie am 21. Oktober 2012 auf dem Petersplatz in Rom heilig. Ihr Gedenktag wurde in die Eigenkalender der Bistümer Regensburg, Eichstätt und Passau aufgenommen.
Frank Liefländer komponierte 2024 als sein Opus 110 die Kantate Glanz des Kreuzes zu Ehren der heiligen Anna Schäffer für Soli, Chor und Orchester in g-Moll. Das Werk wurde am 3. Oktober 2024 in St. Markus in Regensburg uraufgeführt.

## Tagesgebet des liturgischen Gedenktages der Heiligen
"Gott, du hast deine Dienerin, die heilige Anna, die durch Krankheit mit dem Leiden des Herrn verbunden war, bewundernswürdig in der Geduld und im eifrigen Gebet gemacht. Wir bitten dich, gib, dass wir nach ihrem Beispiel deine Liebe in den Widerwärtigkeiten des Lebens erfahren und Zeugnis von der Hoffnung des Evangeliums geben."